# Theo Adam
Theo Adam (Dresden, 1 de agosto de 1926 – Dresden, 10 de janeiro de 2019) foi um baixo-barítono alemão.

## Biografia
Theo Adam nasceu em Dresden, Alemanha. Recebeu ensinamentos sobre canto com Rudolf Dietrich entre 1946 até 1949. Ele fez sua estréia na sua cidade natal em 1949 como Hermit em Der Freischütz. Ele apareceu no Festival de Bayreuth em 1952. No Met, o baixo-barítono fez sua estréia no papel de Hans Sachs em Die Meistersinger, conduzido por Joseph Rosenstock, em 1969. Em 1972 ele também cantou performances de Der Ring des Nibelungen, ao lado de Birgit Nilsson e Jon Vickers, sob a batuta de Herbert von Karajan. Em 1988, Adam retornou para a companhia, em Die Walküre, com Peter Hofmann, conduzidos por James Levine. Em 1979, ele foi nomeado um Kammersänger.
Sua discografia inclui: Così fan tutte (1969), Fidelio (1969 e1979), Der fliegende Holländer (com Anja Silja, conduzidos por Otto Klemperer, 1968), Der Freischütz (1973 e 1985), Hänsel und Gretel (1970), Leonore (com Edda Moser e Richard Cassilly, 1976), Die Meistersinger (conduzido por von Karajan, 1970), Parsifal (ao lado de René Koll, 1975), Der Ring des Nibelungen (conduzido por Karl Böhm, 1966-67; e por Marek Janowski, 1980-1983), Tannhäuser (1968-69), Wozzeck (1974), and Die Zauberflöte (1968).